# Aherla
Aherla är en ort i republiken Irland.   Den ligger i grevskapet County Cork och provinsen Munster, i den södra delen av landet. Aherla ligger 50 meter över havet och antalet invånare är 450.
Terrängen runt Aherla är huvudsakligen platt, men österut är den kuperad. Trakten runt Aherla består till största delen av jordbruksmark och ängar.